# Braunschweiger ZeitSchiene

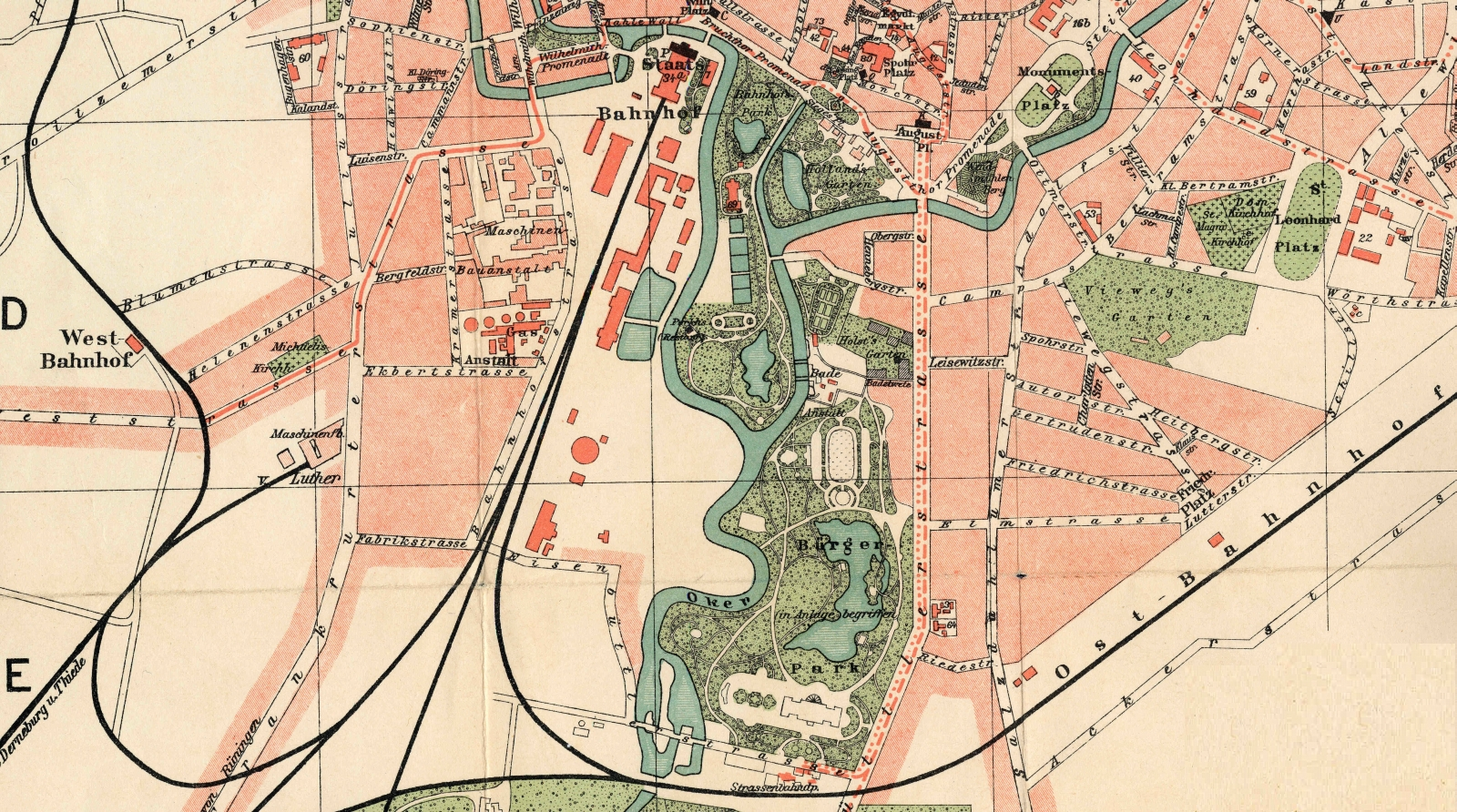
Braunschweig 1899, südliches Stadtgebiet: Ganz im Westen kommt das Ringgleis als schwarze, weit geschwungene Linie von Norden über den Westbahnhof mit Abzweigung zu den Luther-Werken, wendet sich nach Norden bis zum Kopf-Bahnhof an der Oker, wobei es auf seiner Linken die Wilke-Werke, Karges & Hammer, die Braunschweigische Maschinenbauanstalt, die Gas-Anstalt und weitere Anlagen passiert. Vom Bahnhof wieder nach Süden führend, passiert das Gleis in weitem Bogen u. a. die Brauereien Wolters und Feldschlößchen und die Büssing-Werke, bis es schließlich die Eisenbahnsignal-Bauanstalt Max Jüdel & Co und den Ostbahnhof erreicht, auf dessen Gelände sich heute der Braunschweiger Hauptbahnhof befindet.
Die Zeitschiene beginnt am Westbahnhof, folgt der Strecke, lässt den (Kopf-)Bahnhof aus, tangiert den östlichen Bogen und endet am, im 20. Jahrhundert gebauten, Ausbesserungswerk südöstlich des Ostbahnhofs.

Die Braunschweiger ZeitSchiene ist ein Freilichtmuseum in Braunschweig, das zahlreiche Aspekte aus 175 Jahren braunschweigischer bzw. deutscher Verkehrs- und Wirtschaftsgeschichte am Beispiel der Eisenbahngeschichte der Stadt Braunschweig darstellt. Die Anfänge des Projektes gehen auf das Jahr 2004 zurück. Es wurde anlässlich der Verleihung des Titels „Stadt der Wissenschaft 2007“ an Braunschweig detaillierter ausgestaltet. Die Eröffnung der „Braunschweiger ZeitSchiene“ erfolgte am 13. April 2008.

## Freilichtmuseum
Die „ZeitSchiene“ verläuft als öffentlicher Fuß- und Radweg über eine 5,5 Kilometer lange Strecke durch das westliche und südöstliche Stadtgebiet entlang dem „Ringgleis“. Hierbei handelt es sich um  eine 1865 als „Gürtelbahn“ geplante Eisenbahnstrecke zur Anbindung örtlicher Industriebetriebe, die seit 2003 zu einem Geh- und Radweg umgenutzt wurde.
Die „ZeitSchiene“ gliedert sich in zahlreiche „Stationen“, die historische Ereignisse in Deutschland und Braunschweig darstellen. Dabei geht es sowohl um Zeitgeschichte, als auch um Wirtschafts- und Eisenbahngeschichte. Sogenannte „Dekadensteine“ unterteilen die Strecke in spezifische Zeitabschnitte. Der erste Dekadenstein steht am Westbahnhof für das Jahr 1838 in dem die erste deutsche Staatseisenbahn, die Herzoglich Braunschweigische Staatseisenbahn, ihren Betrieb zwischen dem alten Braunschweiger Bahnhof (der Kopfbahnhof in der nebenstehenden Karte) und Wolfenbüttel aufnahm. Weitere stehen zum Beispiel für 1848, das Jahr der 48er-Revolution, für 1853, als die Firma Friedrich Seele & Co. gegründet wurde, aus der 1870 die Braunschweigische Maschinenbauanstalt (BMA) hervorging; 1873: Heinrich Büssings „Signalbauanstalt“ geht in der „Eisenbahnsignal-Bauanstalt Max Jüdel & Co.“ auf, Vorläufer des heutigen Siemens-Werks Braunschweig. Andere Stationen liefern Informationen zur örtlichen Verkehrsgeschichte, wie z. B. der Eröffnung der Braunschweig-Schöninger Eisenbahn 1898 oder die Produktion der ersten Lastkraftwagen durch die Firma Büssing im Jahre 1903, ein Jahr später wurde die weltweit erste Omnibus-Linie zwischen Braunschweig und Wendeburg eröffnet. 1927: Eröffnung des Reichsbahn Ausbesserungswerkes Braunschweig, eines der modernsten und größten seiner Zeit. 1938: Aufbau des sogenannten „Vorwerks Braunschweig“. 1944: Zerstörung des Braunschweiger Bahnhofs während des Zweiten Weltkriegs und 1960 Eröffnung des neu erbauten Braunschweig Hauptbahnhofs. 1998: Inbetriebnahme der Weddeler Schleife. Die Zeitreise soll nach 175 oder 180 Jahren im Jahre 2013 oder 2018 im Zukunftsforum „Quo vadis“ enden und dort populärwissenschaftliche Ausblicke in die Zukunft des Schienenverkehrs aus Sicht von Wissenschaft, Forschung und Entwicklung geben.

## Weitere Planung
Bisher ist die Museums-Strecke ungefähr drei Kilometer lang und endet bei der Echobrücke am Kennelbad. Am 8. September 2019 wurden die Dekadensteine 1928 bis 1948 offiziell eingeweiht. Für die kommenden Jahre ist der Vollausbau bis zum Lokpark Borsigstraße geplant, wo sich das Braunschweiger Eisenbahnmuseum befindet.

## Initiatoren und beteiligte Institutionen (Auswahl)
Die ursprünglichen Projekt-Initiatoren waren zwei Institute der Technischen Universität Braunschweig und zwei Braunschweiger Vereine, die sich jeweils mit Verkehrsfragen befassten. Im Projektverlauf kamen weitere Institutionen hinzu.
- Institut für Eisenbahnwesen und Verkehrssicherung der TU Braunschweig[3]
- Institut für Verkehrssicherheit und Automatisierungstechnik der TU Braunschweig[4]
- Verein Braunschweiger Verkehrsfreunde e. V.[5]
- Braunschweigisches Landesmuseum
- Deutsches Zentrum für Luft- und Raumfahrt Braunschweig
- Gesamtzentrum für Verkehr Braunschweig e. V.[6]
- Braunschweigische Landschaft
- Westermann Druck- und Verlagsgruppe
- KulturTeam Braunschweig e. V.[7]
- Naturschutzbund Deutschland e. V. (NABU)
- Braunschweiger Interessengemeinschaft Nahverkehr e. V.[8]
- Hafenbetriebsgesellschaft Braunschweig mbH[9]
- Dampflok-Gemeinschaft 41 096 e. V.[10]